# Gekokudzsó

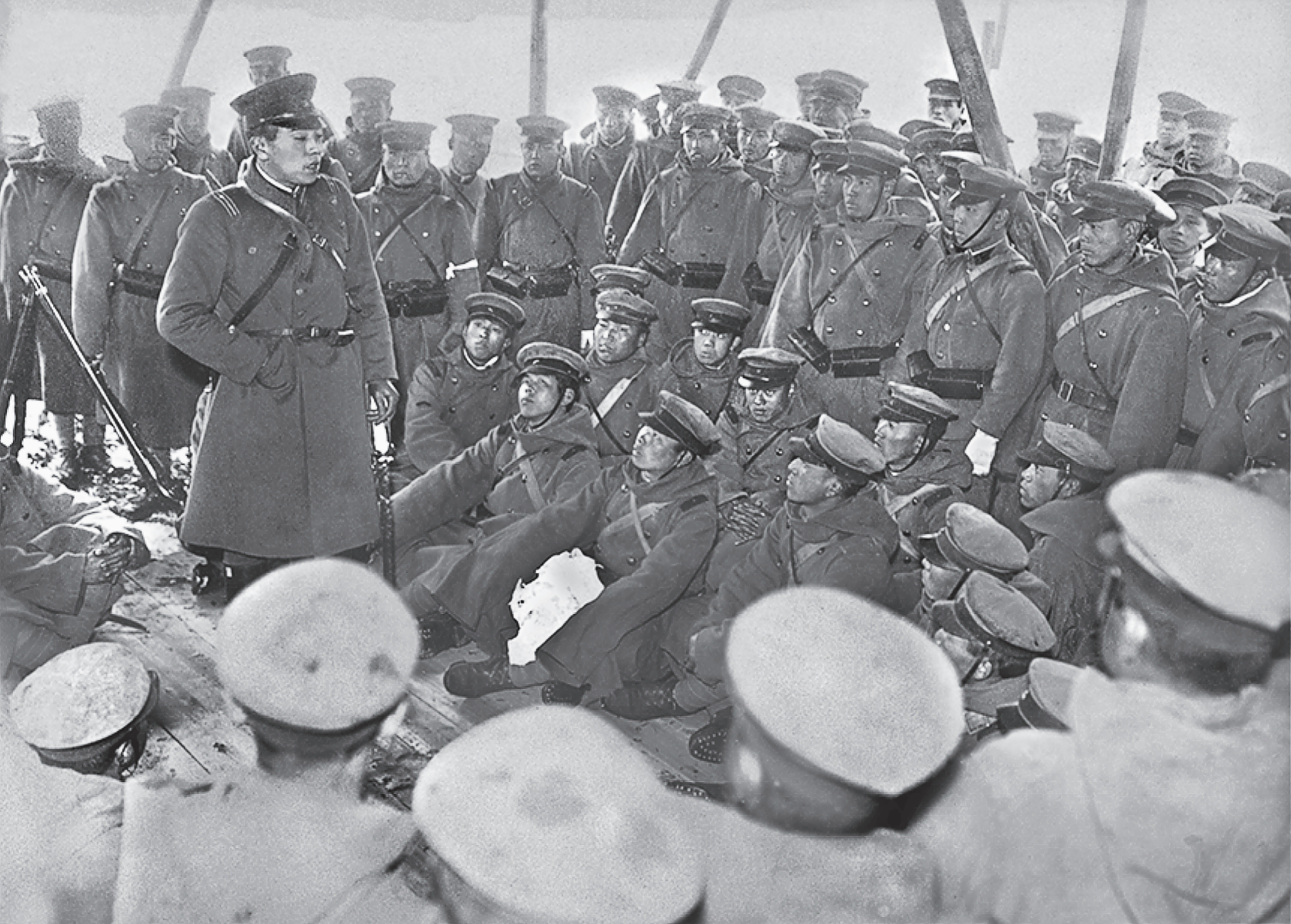
Japán csapatok a Február 26-i incidens során

A gekokudzsó (下克上 vagy 下剋上; Hepburn: gekokujō) egy japán kifejezés, amely a lázadás vagy forradalom egy olyan formájára utal, amely során egy alacsonyabb pozícióban lévő katonai vagy politikai erővel megdönti magasabb pozícióban lévő feljebbvalóját, és megragadja a hatalmat. Különböző fordításban úgy fordítják, hogy „az alacsonyabb uralkodik a magasabb felett” vagy „az alacsonyabb (rendű) legyőzi a magasabbat”.

## Története
A kifejezés a Szuj-dinasztia Kínából származik. Japánban a Kamakura-kor idején került használatba.
A gekokudzsó előfordulásai a hadakozó fejedelemségek koráig nyúlnak vissza. A korszak kaotikus politikai légköre révén Oda Nobunaga és Tojotomi Hidejosi politikai és katonai hatalomra tett szert. 1588-ban Tojotomi elrendelte a fegyverek országos elkobzását, hogy megpróbálja megakadályozni a további zendüléseket. A sógunátus megalakulása után a társadalmi mobilitást, a katonák és a földművesek szabadságát korlátozták, hogy megpróbálják megakadályozni a további gekokudzsót.